# Sudan vid världsmästerskapen i friidrott 2022
Sudan tävlade vid världsmästerskapen i friidrott 2022 i Eugene i USA mellan den 15 och 24 juli 2022. Sudan hade en trupp på en idrottare.

## Resultat

### Herrar
Gång- och löpgrenar
| Idrottare      | Gren        | Försöksheat | Försöksheat | Final            | Final            |
| Idrottare      | Gren        | Resultat    | Placering   | Resultat         | Placering        |
| -------------- | ----------- | ----------- | ----------- | ---------------- | ---------------- |
| Yaseen Abdalla | 5 000 meter | 14.15,59    | 38          | Gick inte vidare | Gick inte vidare |